# Vidrike (jezioro)
Vidrike (est. Vidrike järv) – jezioro w gminie Otepää, w prowincji Valgamaa, w Estonii. Położone jest na południe od wsi Vidrike. Ma powierzchnię 13,9 hektara, linię brzegową o długości 1902 m, długość 685 m i szerokość 380 m. Należy do pojezierza Kooraste (est. Kooraste järved). Sąsiaduje z jeziorami  Kauru, Voki, Lambahanna. Przepływa przez nie rzeka Pühäjõgi.